# Ca Solé (Tivissa)
Ca Solé és una obra de Tivissa (Ribera d'Ebre) inclosa a l'Inventari del Patrimoni Arquitectònic de Catalunya.

## Descripció
Situat al carrer Pla, al centre històric de la població. Edifici aïllat constituït per quatre crugies. Consta de planta baixa, pis i golfes amb la coberta a dues vessants amb el carener paral·lel a la façana. El frontis es compon simètricament segons quatre eixos, definits per obertures d'arc pla arrebossat, de menors dimensions al primer i al darrer nivell. S'hi accedeix per un portal d'arc carpanell amb l'intradós motllurat i una orla a l'escut amb l'any "1857" inscrit. Els finestrals del primer pis tenen sortida a un balcó de baranes forjades i ampits motllurats. La façana queda rematada amb un ràfec amb imbricació ceràmica. L'acabat exterior és arrebossat i pintat de color blanc, força deteriorat a nivell de sòcol, on es pot veure el parament de paredat comú.